# Font dels Mallols (Cellers)
La Font dels Mallols és una font del terme municipal de Castell de Mur, en territori del poble de Cellers, de l'antic municipi de Guàrdia de Tremp.
Està situada a 435 m d'altitud, a l'esquerra de la llau de la Grallera, a l'oest-nord-oest de Cellers i al sud-oest de la Masia de Tató.